# 狭冠壳蛞蝓
狭冠壳蛞蝓（学名：Philine kurodai），又稱黑田薄泡螺，为壳蛞蝓科壳蛞蝓属的海洋腹足纲軟體動物。

## 分佈
本物種分佈於日本、台湾岛海域，包括东中国海、南中国海等海域，属于暖水性种类。牠們多栖息于潮间带至潮下带浅水区的细砂质底。